# 柳之一
柳之一（1912年—1947年），又名柳近陶，湖北省黄梅县人，中国共产党早期人物。

## 生平
柳之一毕业于湖北省立乡村师范学校，七七事变后，在黄梅开展抗日救亡运动。1938年日军攻占黄梅后，他随国军辗转荆门南桥，遇到同学黄道屏。经黄介绍到立达小学当教员，期间加入中国共产党。1940年6月，日军攻占襄西，学校停办。柳之一加入刘真、叶云等组建的北山抗日游击队。1940年9月，襄西独立团成立，柳之一任独立团1大队1中队指导员，期间在横店地区与国军新二军交火。1941年，出任钟西县行政委员会副主席、党组书记。1941年8月至1942年1月，担任中共当阳县委书记。1942年4月13日，国军进攻襄西根据地，钟西行委会主席朱亚民叛变，向曾宪成部密告了钟西县行委临时驻地。行委机关遭到伏击，柳之一和胡传汉被俘关押至集中营（史称“钟西事件”）。1944年，他与胡传汉越狱逃出，经栗溪回到襄西，之后出任襄西政务委员会财政特派员。1945年春，石牌成立中共荆钟县委和行政委员会，柳之一调任荆钟县行政委员会主席。1945年国共内战爆发，同年10月，他率部撤到襄东。1946年夏，中共中央指示各地抽调大批干部支援东北，柳之奉命经山东到东北，在密山县从事土地改革。密山原为日军进行鼠疫细菌实验的基地，柳之一染上鼠疫，经医治无效病故。